# Französisches Rotes Kreuz

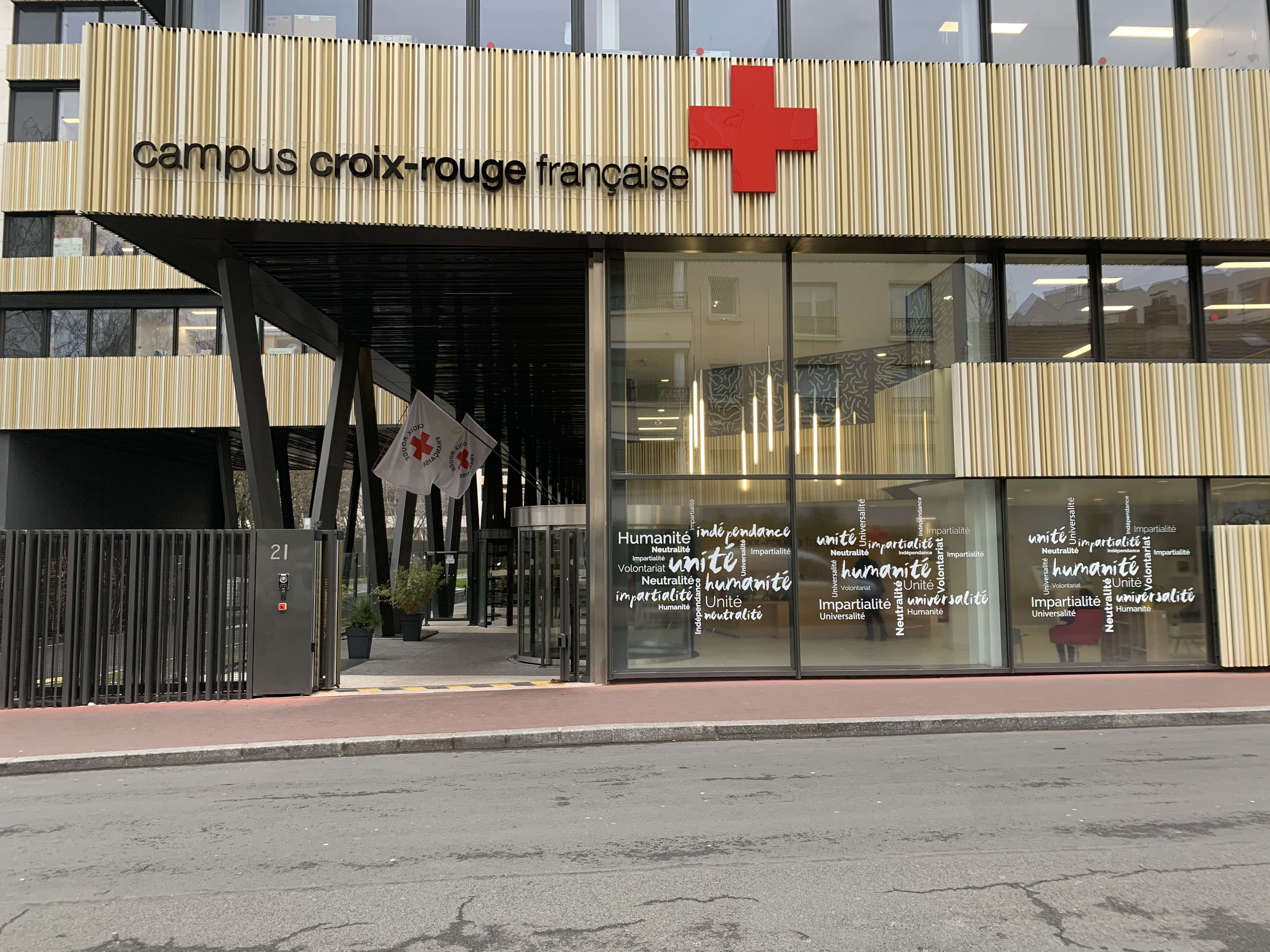
Der Hauptsitz des Französischen Roten Kreuzes in Montrouge

Das Französische Rote Kreuz (französisch Croix-Rouge française CRF) ist nach den Genfer Abkommen von 1949 die Nationale Rotkreuz-Gesellschaft in Frankreich und als solches Teil der Internationalen Rotkreuz- und Rothalbmond-Bewegung inklusive der Anerkennung ihrer sieben Grundsätze. Der Sitz ist in Montrouge unmittelbar südlich der Hauptstadt Paris.

## Geschichte
Am 25. Mai 1864 wurde unter dem Vorsitz von Anatole de Montesquiou-Fezensac und auf Anregung von Henry Dunant selbst im Salon des Verwaltungsrats der Compagnie du chemin de fer de Paris à Orléans die Société française de secours aux blessés militaires (SSBM) gegründet.
Die Frauen spalteten sich nach internen Meinungsverschiedenheiten ab und gründeten 1879 ihren eigenen Verband, die l’Association des dames françaises (ADF), die erste Frauengesellschaft, die in Frankreich Militärverwundeten Hilfe leistete. Eine zweite Abspaltung folgte 1882, aus der die l'Union des femmes de France (UFF) hervorging. Diese drei Verbände (SSBM, ADF & UFF) bildeten bis zu ihrer Fusion im Jahr 1940 das Französische Rote Kreuz.

## Präsidenten
| Zeitraum    | Präsident                       |
| ----------- | ------------------------------- |
| 1940 – 1941 | Louis Pasteur Vallery-Radot     |
| 1941 – 1942 | Louis Bazy                      |
| 1942 – 1944 | Gabriel de Mun                  |
| 1944 – 1945 | Jacques de Bourbon Busset       |
| 1945        | Louis Justin Besançon           |
| 1946 – 1947 | Médecin Général Inspecteur Sice |
| 1947 – 1955 | Georges Brouardel               |
| 1955 – 1967 | André François-Poncet           |
| 1967 – 1969 | Raymond Debenedetti             |
| 1969 – 1978 | Marcellin Carraud               |
| 1979 – 1983 | Jean-Marie Soutou               |
| 1984 – 1989 | Louis Dauge                     |
| 1989 – 1992 | Georgina Dufoix                 |
| 1992 – 1994 | André Delaude                   |
| 1994 – 1997 | Pierre Consigny                 |
| 1997 – 2003 | Marc Gentilini                  |
| 2004 – 2013 | Jean-François Mattei            |
| 2013 – 2021 | Jean-Jacques Eledjam            |
| seit 2021   | Philippe Da Costa               |